# Masaveu of Asturies
Il Masaveu of Asturies è stato un torneo di tennis facente parte del Grand Prix giocato nel 1977 a Oviedo in Spagna su campi in cemento indoor.

## Albo d'oro

### Singolare
| Anno | Vincitore   | Finalista    | Punteggio |
| ---- | ----------- | ------------ | --------- |
| 1977 | Eddie Dibbs | Raúl Ramírez | 6–4, 6–1  |

### Doppio
| Anno | Vincitori                    | Finalisti              | Punteggio |
| ---- | ---------------------------- | ---------------------- | --------- |
| 1977 | Fred McNair Sherwood Stewart | Jan Kodeš Raúl Ramírez | 6–3, 6–1  |